# Goodnight Barn
Pour les articles homonymes, voir Goodnight.
La Goodnight Barn est une grange dans le comté de Pueblo, dans le Colorado, aux États-Unis. Construite en 1871, elle est inscrite au Registre national des lieux historiques depuis le 30 juillet 1974.